# 타지키스탄의 국장

타지키스탄의 국장

타지키스탄의 국장은 타지키스탄을 상징하는 문장으로 현재의 국장은 1993년에 제정되었다. 국장의 원형은 소련 시절에 사용되었던 타지크 소비에트 사회주의 공화국의 국장이다.
국장 가운데에는 떠오르는 금색 태양의 햇살 바탕에 반원 모양을 만든 일곱 개의 별에 둘러싸인 금색 왕관이 새겨져 있다. 태양 아래에는 파미르고원이 그려져 있으며 파미르고원 아래에는 펼쳐져 있는 책이 놓여 있다.
국장 왼쪽에는 목화가 장식되어 있으며 오른쪽에는 밀 이삭이 장식되어 있다. 국장 아래쪽에는 타지키스탄의 국기를 구성하는 색인 빨간색, 하얀색, 초록색 세 가지 색의 리본이 목화와 밀 이삭을 묶고 있다.

## 역대 타지키스탄의 국장

타지크 소비에트 사회주의 자치 공화국의 국장 (1924년-1929년)
타지크 소비에트 사회주의 공화국의 국장 (1929년-1931년)
타지크 소비에트 사회주의 공화국의 국장 (1931년-1935년)
타지크 소비에트 사회주의 공화국의 국장 (1936년)
타지크 소비에트 사회주의 공화국의 국장 (1936년-1991년)
타지키스탄의 국장 (1992년-1993년)

## 같이 보기
- 타지크 소비에트 사회주의 공화국의 국장
- 타지키스탄의 국기